# Aristea goetzei
Aristea goetzei är en irisväxtart som beskrevs av Hermann August Theodor Harms. Aristea goetzei ingår i släktet Aristea och familjen irisväxter. Inga underarter finns listade i Catalogue of Life.